# 比拉姆布爾烏帕齊拉
比拉姆布爾乌帕齐拉是孟加拉国迪納傑布爾縣的一个乌帕齐拉，位於朗布爾专区的迪納傑布爾縣。。

## 人口
據1991年孟加拉國人口普查，比拉姆布爾共有戶數25,770戶，人口134778人。其中男性佔比51.12%，女性佔比48.88%；成年人口68,878人。該地7歲以上人口之平均識字率為29.8%。